# Joan Giné Masdeu
Joan Giné Masdeu   (Falset, 21 de maig de 1950 - Tarragona, 22 de gener de 2025) fou un escriptor i professor català.
Llicenciat en filologia romànica per la Universitat de Barcelona el 1973, va treballar com a professor. Durant cinc anys treballà a l'Escola Elisabeth de Salou, i des de l'any 1978 exercí a l'Institut Antoni de Martí i Franquès de Tarragona, del qual en va ser el director des de l'any 1996 fins al 2015, i del que va ser-ne el cap d'estudis durant set anys.

## Obra publicada
- Poemes setantànics (1971), recull de poemes que va aparèixer juntament amb altres reculls de tres autors diferents (Poemes ara) en la seva etapa universitària.
- A frec de capitell (1978), on el poeta explora formes clàssiques i s'apropa al simbolisme.
- Quadern de geografia (1982), recull on destaquen els poemes amb una clara referència a llocs geogràfics propers al poeta.
- Els cavalls a la casa de les roses surant (2009), Premi Pin i Soler de narrativa, les aventures i les contradiccions d'un jove brigadista que participa a la Batalla de l'Ebre i lluita després per tornar a casa, deixant a banda escrúpols idealistes per amor a la seva família.[3][4]
- El genet nu (2010), títol definitiu de la novel·la Els cavalls a la casa de les roses surant, que guanyà el Premi Pin i Soler de narrativa del 2009.[5]
- Un sojorn a Baden-Baden (2012), recull de narracions plenes d'ironia, d'un estil innovador i, de vegades, agosarat.[6]
- Retrobaments (2014), un llibre compost per una antologia poètica de l'autor, un llibre inèdit al voltant de la ciutat de Venècia i un aplec de versions de poemes dels principals autors simbolistes francesos (Charles Baudelaire, Arthur Rimbaud, Stéphane Mallarmé, etc).
- Retorn a San Francisco (2022), un poemari trilingüe llibre editat per l'editorial Petròpolis que és un viatge poètic en primera persona que descriu, alhora, el paisatge exterior en consonància amb el panorama interior.[7]